# 火鰭樸麗魚
火鰭樸麗魚，為輻鰭魚綱鱸形目隆頭魚亞目慈鯛科的其中一種，被IUCN列為極危保育類動物，分布於非洲維多利亞湖流域，棲息深度2-20公尺，體長可達19.7公分，棲息在中底層水域，生活習性不明。

## 擴展閱讀
維基物種上的相關：火鰭樸麗魚